# Полосатая килеватая ящерица
Полосатая килеватая ящерица (лат. Kentropyx striata) — вид ящериц семейства тейид. Считается видом вне опасности.

## Этимология названия
Название происходит от лат. stria, означающего «борозда» или «полоса», что связано с полосчатым внешним видом, создаваемым пластинчатыми килевидными спинными чешуйками.

## Распространение
Полосатая килеватая ящерица встречается в Венесуэле (Апуре, Боливар, Амасонас), Гайане, Суринаме, Французской Гвиане, в Колумбии, Бразилии (Пара, Амапа, Рорайма), и, возможно, на Тринидаде и Тобаго.

## Внешний вид и строение
Спинные чешуйки крупные, образуют продольные ряды, заметно крупнее боковых и хорошо отграничены от них. Вокруг середины тела 58—75 чешуй. Бедренных пор 12—16. Полосы вдоль хребта нет. На каждой стороне туловища, по крайней мере на передней части, по две дорсолатеральные тёмные полосы и две светлые полосы. Подпальцевые пластинки не бугорчатые. Пальцы ног со слабо развитой зубчатой бахромой.

## Гибридизация
Kentropyx borckiana, вероятно, является результатом естественной гибридизации между Kentropyx calcarata и Kentropyx striata.